# Яблечна
Яблечна (пол. Jabłeczna) — деревня в Бяльском повете Люблинского воеводства Польши. Входит в состав гмины Славатыче. По данным переписи 2011 года, в деревне проживало 276 человек.

## География
Деревня расположена на востоке Польши, к западу от реки Западный Буг, вблизи государственной границы с Белоруссией, на расстоянии приблизительно 41 километра к юго-востоку от города Бяла-Подляска, административного центра повета. Абсолютная высота — 147 метров над уровнем моря. К западу от населённого пункта проходит региональная автодорога 816.

## История
В конце XVIII века входила в состав Брестского повета Берестейского воеводства Великого княжества Литовского.
По данным на 1827 год имелось 40 дворов и проживало 279 человек. Согласно «Справочной книжке Седлецкой губернии на 1875 год» деревня входила в состав гмины Заболоць Бельского уезда Седлецкой губернии.
В период с 1975 по 1998 годы деревня входила в состав Бяльскоподляского воеводства.

## Население
Демографическая структура по состоянию на 31 марта 2011 года:
|         | Всего | До трудоспособного возраста | Трудоспособного возраста | Старше трудоспособного возраста |
| ------- | ----- | --------------------------- | ------------------------ | ------------------------------- |
| Мужчины | 134   | 20                          | 91                       | 23                              |
| Женщины | 142   | 27                          | 66                       | 49                              |
| Всего   | 276   | 47                          | 157                      | 72                              |

## Достопримечательности
В населенном пункте расположен православный монастырь св. Онуфрия, основанный не позднее конца XV века.